# La Colère des dieux (film, 1947)
Pour les articles homonymes, voir La Colère des dieux.
Pour plus de détails, voir Fiche technique et Distribution.
La Colère des dieux est un film français réalisé par Karel Lamač et sorti en 1947.

## Synopsis
Sylvain, condamné à mort, assure au prêtre qui le visite que sa vie aurait pu être toute autre, et s'invente des situations différentes.

## Fiche technique
- Réalisation : Karel Lamač assisté de Guy Lefranc
- Scénario : Jacques Companéez
- Dialogues : Norbert Carbonnaux
- Photographie : Léonce-Henri Burel
- Musique : Francis Lopez
- Montage : Yvonne Martin
- Production : Vox Films
- Producteur : Robert Tarcali
- Pays de production :  France
- Genre : Drame
- Durée : 95 minutes
- Date de sortie : 
  - France : 9 avril 1947

## Distribution
- Viviane Romance : Rita / Maria
- Louis Salou : Jérôme / Silvio
- Clément Duhour : Sylvain / Pierre
- Micheline Francey : Marie-Christine
- Yves Deniaud : Truche
- Gabrielle Fontan : La grand-mère